# Ruch (Żyronda)
Ruch – miejscowość i gmina we Francji, w regionie Nowa Akwitania, w departamencie Żyronda.
Według danych na rok 1990 gminę zamieszkiwało 509 osób, a gęstość zaludnienia wynosiła 35 osób/km² (wśród 2290 gmin Akwitanii Ruch plasuje się na 708. miejscu pod względem liczby ludności, natomiast pod względem powierzchni na miejscu 784.).